# ZX81

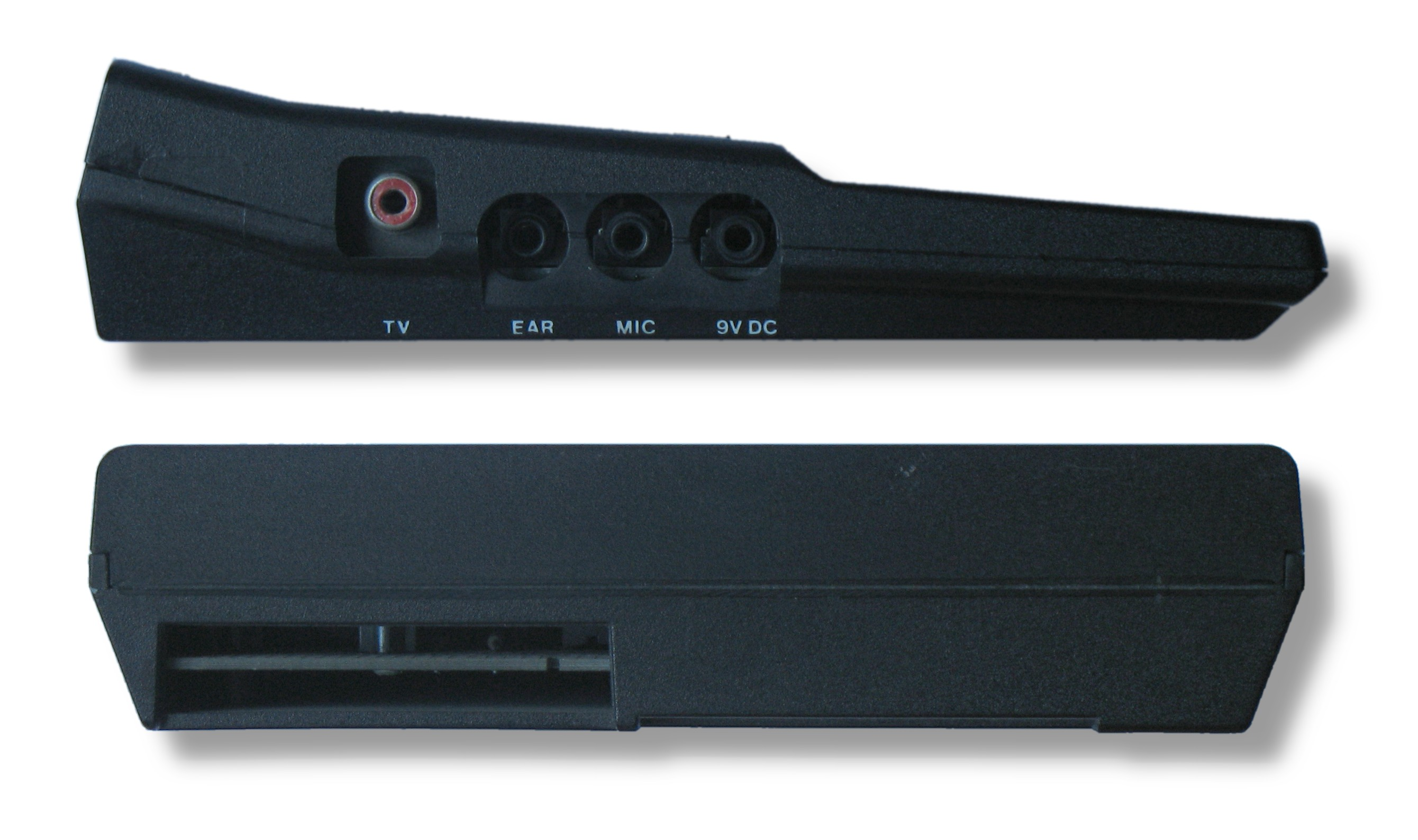
Sinclair ZX81 - pohled na levou stranu s konektory pro TV, magnetofon a napájení a zadní se sběrnicí pro připojení ext. paměti či tiskárny

ZX81 byl jedním z prvních levných domácích počítačů, následovník ZX80 a předchůdce Sinclair ZX Spectrum. Byl vybaven procesorem Z80, 1 kB RAM a jako zobrazovací zařízení používal běžný televizor. Představen byl 5. března 1981.
Na svou dobu a cenu byl velmi propracovaný. Procesor počítače se převážně využívá pro zobrazování grafických dat a pouze v době, kdy paprsek televizoru nekreslí obraz, může běžet program uživatele. Počítač ZX81 má proto dva režimy práce SLOW a FAST. V režimu SLOW jsou zobrazována grafická data a ve zbytku času se provádí program uživatele. V režimu FAST se nezobrazuje nic, veškerý čas procesoru je věnován programu uživatele.
Počítač ZX81 má pouze textový režim, ale znaková sada obsahuje i semigrafické znaky. Počítač byl standardně dodáván s 1 kB paměti RAM, která však byla používána i pro zobrazovaná data (až 768 bytů). Aby bylo možné vykreslit celou obrazovku, mohl program a systémové proměnné zabírat nejvýše 256 B. Paměť bylo možné dále rozšířit pomocí samostatných externích modulů.

## Hardware
- Procesor: Z80
- RAM: 1 kB
- ROM: 8 kB

### Rozšíření paměti RAM
Paměť ZX81 bylo možné dodatečně rozšířit pomocí externích paměťových modulů, tzv. „RAM packů". Ty byly dostupné pod různými značkami různých výrobců (Sinclair, Memotech, Cheetach) a v různých velikostech (typicky 16, 32 a 64 kB).
Známé byly potíže s částí RAM packů o velikosti 16 kB, jejichž konektor neseděl zcela přesně na sběrnici ZX81. Častokrát i při malém otřesu pak došlo k resetování celého počítače. Tento frustrující problém byl popsán jako „RAM pack wobble problem" a týkal se především původních modelů značky Sinclair.

## Varianty počítače
Existují tři kategorie variant tohoto počítače: oficiální produkční, klony včetně neautorizovaných a moderní amatérské repliky.

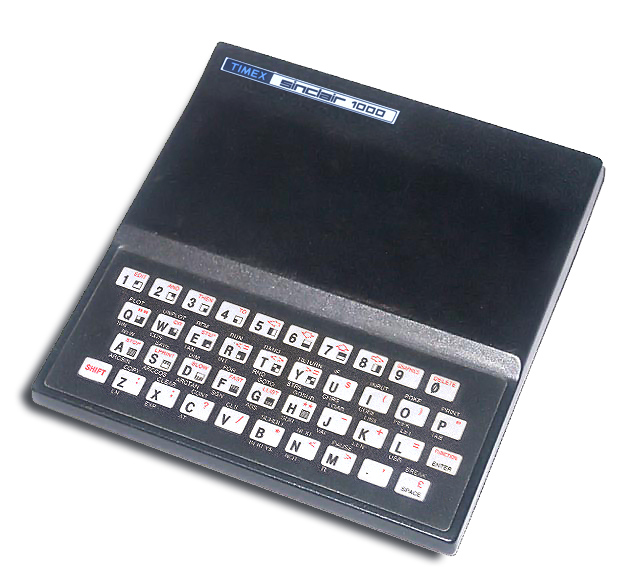
Timex Sinclair 1000

### Oficiální produkční řady
- ZX81. Původní stroj, vyráběný v letech 1981 až 1984 ve Velké Británii. Základní RAM 1 kB.
- Timex Sinclair 1000. Vyráběn v USA 1982 až 1983. Základní RAM 2 kB, TV PAL modulátor nahrazen NTSC modulátorem. Byla dostupná i varianta modelu 1000 s TV modulátorem PAL, vyráběná v Portugalsku.
- Timex Sinclair 1500. Vyráběn v USA 1982 až 1983. Základní RAM 16 kB. Skříň a klávesnice (včetně „gumových“ tlačítek) byly u tohoto modelu v podstatě shodné se ZX Spectrum; od něj se lišil především stříbrnou barvou a prolisem („žebrováním“) v horní části.

### Klony
Ačkoli nejkopírovanějším "sinclairem" byl model Spectrum, také modely ZX80/ZX81 byly klonovány dalšími výrobci. Výčet téměř dvou desítek z nich je v článku Klony počítačů ZX80 a ZX81.

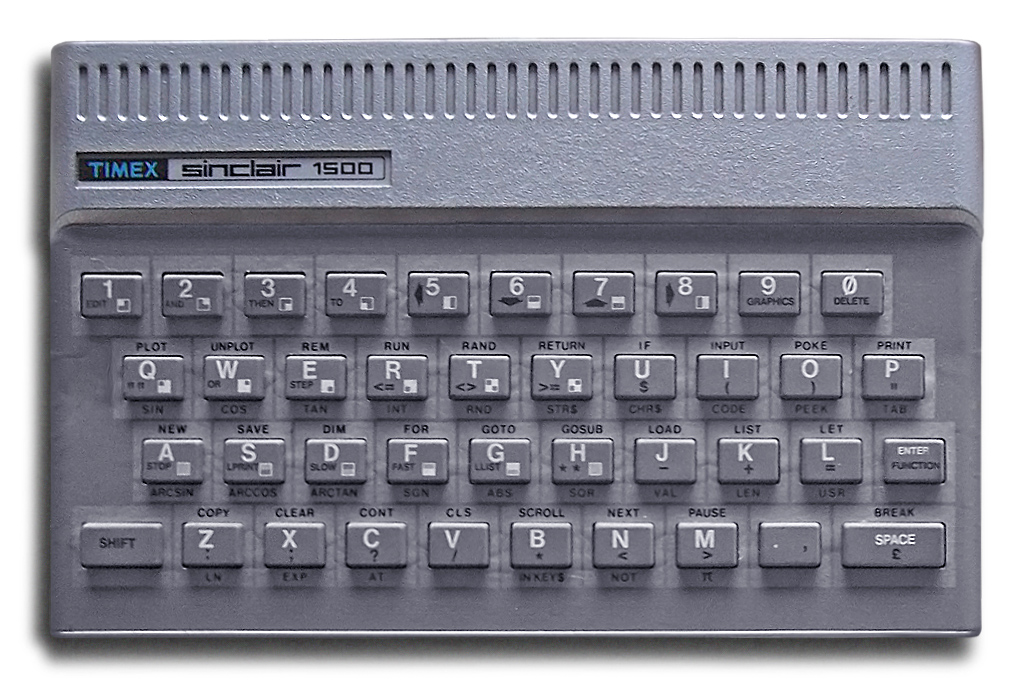
Timex Sinclair 1500

### Moderní repliky
Počítače ZX80 a ZX81 se dočkaly i kvalitních amatérských replik. Jedná se o stroje, které se jejich tvůrci snaží sestavit výhradně z původních nebo alternativních součástek a postupů, nikoli emulací s pomocí moderního hardware.
- Pravděpodobně nejznámějším tvůrcem replik Sinclair ZX80/ZX81 v České republice je pan Martin Lukášek, provozovatel serveru 8bity.cz. Na jeho základ pro tvorbu replik ZX80[6] navázal další tvůrce s replikou ZX81[7].
- Za moderní repliku je do jisté míry možné považovat i systém ZX Spectrum Next. Ačkoli se jedná o model Spectrum, který bude vyráběn hromadně, podle vyjádření jeho tvůrců bude možné i na něm spouštět programy, vytvořené původně pro ZX81.[8]

### Ostatní repliky
- Spíše jako kuriozita pro pobavení může sloužit papírová nefunkční replika, přesněji model ZX81, ve formě papírové vystřihovánky.

## Zajímavosti
- Jedním z dostupných programovacích jazyků pro ZX81 byl i ZX81-Forth, který umožňoval běh až deseti úloh současně. Pro jeho implementaci byl nutný hardwarový zásah – výměna ROM.
- Ačkoli ZX81 nebyl vybaven zvukovým čipem, existovaly nejméně dva způsoby, jak dosáhnout „softwarově“ zvukového výstupu, samozřejmě s určitým omezením. První využíval výstupu na připojený magnetofon, druhý vytvářel zvuk na připojené televizi pomocí rychlého přepínání režimů FAST a SLOW.[9]
- I přes to, že ZX81 neměl přímou podporu vyššího grafického rozlišení než základních 64 x 48 „pixelů“ (bodů či přesněji čtvrtin znaků, adresovaných pomocí příkazů PLOT, UNPLOT) existovaly min. dva způsoby, jak tento limit obejít softwarově. V tzv. „pseudo hires“ režimu 256 x 192 px bylo (velmi zjednodušeně) možné vytvářet vlastní znakovou sadu a podsunutím těchto speciálních znaků systému vytvářet obrazce v jemnějším rozlišení. Pro mód byla napsána řada „hires“ her, včetně titulů jako Manic Miner či Space Invaders.[9]
- Základní paměť 1 kB byla skutečně velmi malá, navíc se dělila (mj.) mezi zdrojový kód programu, proměnné a „videopaměť“. Přesto byla i pro tak malou paměť vytvořena řada pozoruhodných programů a her. Jedním z nejznámějších je pak šachový program 1K ZX Chess.